# آبشار ماکاهیکو
آبشار ماکاهیکو (به انگلیسی: Makahiku Falls) آبشاری است که در پارک ملی هالیاکالا، مائوئی، هاوائی، ایالات متحده آمریکا واقع شده و ارتفاع کلی ریزشگاه آن ۲۰۰ پا است.